# مقدونیه (ناحیه)
مقدونیه (‎i‎/ˌmæsɪˈdoʊniə/‎ MASS-ih-DOH-nee-ə) یک ناحیه جغرافیایی و تاریخی در شبه جزیره بالکان در جنوب شرقی اروپاست. محدودهٔ این ناحیه در طول تاریخ متغیر بوده‌است ولی به عنوان یک تعریف مورد اجماع ناحیه‌ای که در اواسط قرن نوزدهم مقدونیه شناخته می‌شد، را با این نام می‌شناسند. این منطقه امروزه شامل مناطقی از شش کشور می‌باشد: یونان، جمهوری مقدونیه، بلغارستان، آلبانی، صربستان و کوزوو.[a] مساحت این محدوده ۶۷٬۰۰۰ کیلومتر مربع (۲۵٬۸۶۹ مایل مربع) است و جمعیتی بالغ بر ۴٫۷۶ میلیون نفر دارد.
قدیمی‌ترین سکونت‌گاه شناخته شده در مقدونیهٔ بزرگ حدود ۹۰۰۰ سال قدمت دارد. از اواسط قرن ۴ قبل از میلاد پادشاهی مقدونیه باستان قدرت برتر منطقهٔ بالکان بود و پس از آن فراز و فرودهای بسیاری داشت.

## تاریخچه

### اوایل نوسنگی
نشانه‌هایی از وجود انسان در دوران پارینه سنگی با تاریخ ۹۰۰۰ سال در مقدونیه شناخته شده.

### وسط نوسنگی
از اواسط دوران دوره نوسنگی (۵۵۰۰ الی ۴۵۰۰ سال پیش از میلاد) در غرب مقدونیه آثاری از سفال سرخ و سفال‌گری یافته‌اند.

### مقدونیهٔ باستانی (۵۰۰ تا ۱۴۶ پیش از میلاد)

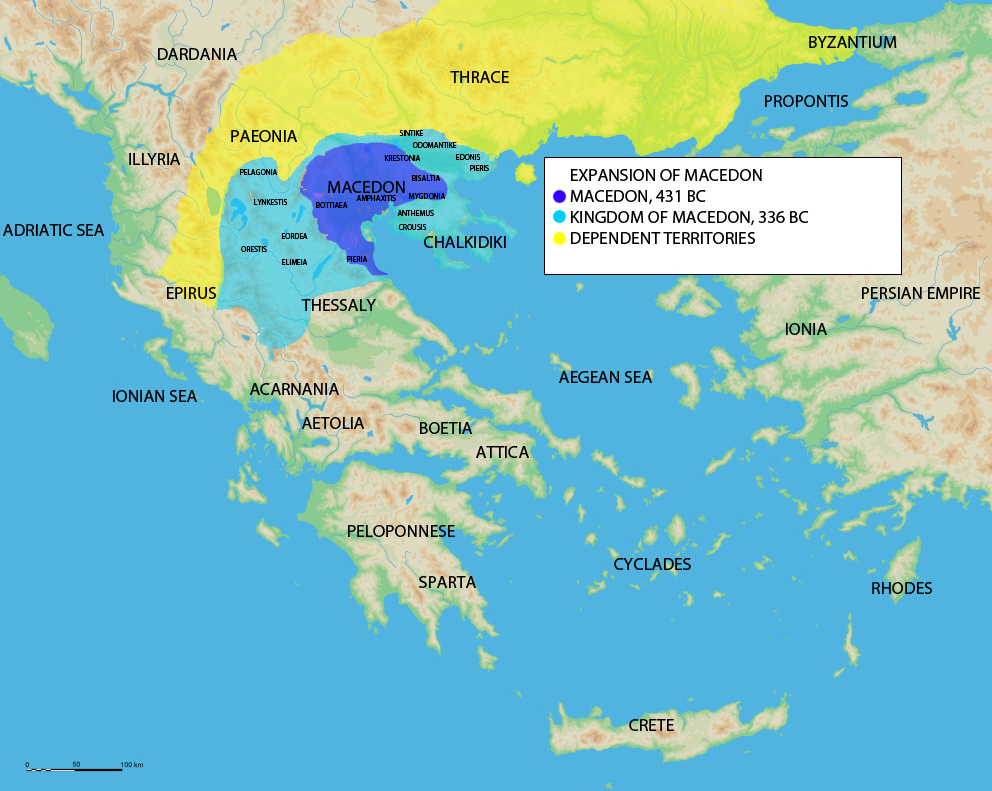
گسترش پادشاهی مقدونیه

در دوران کلاسیک منطقه مقدونیه شامل بخش‌هایی از آنچه که در آن زمان شناخته شده بود به عنوان مقدونیه ایلیریا و تراکیه بود. پادشاهی‌های نظیر پیئونیا، پلاگونیا، داردانیا، مقدونیه و مستعمرات جنوبی ایالات متحدهٔ یونانی در میان دیگران در این ناحیه قرار داشتند. قبل از مقدونیهٔ باستان بخش‌هایی از جنوب مقدونیه توسط بریگزها اشغال شد، در حالی که بخش غربی مقدونیه را ساکنان مقدونی و قبایل ایلیریان اشغال کرده بودند. ایلیریان و مقدونی‌ها جنگ‌های متعددی داشتند که احتمال مساعدت بریگزها به مقدونیان در این نبردها وجود دارد. در عصر یونان کلاسیک، پایونیا مرزهایش به صورت حدودی شامل تمام دره رودخانه واردار و مناطق اطراف آن در شمال یونان و بخش وسیعی از جمهوری مقدونیه کنونی و بخش کوچکی از غرب بلغارستان می‌شد. و ۵۰۰ سال پیش از میلاد پادشاهی باستانی مقدونیه متمرکز شد در جایی میان دامنه‌های جنوبی کوه المپ در مقدونیه و دسترسی اندکی به رودخانه هالیکمون داشت. در طول جنگ‌های ایران و پادشاهی مقدونیه بود هخامنشیان سعی در اشغال مقدونیه داشتند اما پس از نبرد پلاته مقدونی‌ها توانستند آزادی خویش را بدست آورند. فیلیپ دوم و اسکندر مقدونی به واسطهٔ زور مناطق تحت سیطرهٔ خود را گسترش دادند. اسکندر با فتح خاورمیانه و گسترش قلمرو سعی در نزدیک کردن فرهنگ مردمان قلمروش نمود ولی نهایتاً موفق نشد. ژنرال‌های او امپراتوری را میان خود تقسیم کردند و سلسله‌هایی نو ساختند. پادشاهی مقدونیه را پس از آن کاساندر تا زمان مرگ خود در سال ۲۹۷ قبل از میلاد کنترل می‌کرد. در این زمان مقدونی‌ها با مشکلاتی مواجه شدند ولیکن هنوز قدرت برتر بالکان بودند. در این دوره نیز چند بار سلتیک‌ها تهاجماتی به مقدونیه داشتند. اما کاساندر با موفقیت این تهاجمات را دفع نمود.

### روم مقدونیه
در ۲ قرن قبل از میلاد با افزایش قدرت روم حاکمیت مقدونی به پایان کار خود رسید. فیلیپ پنجم مقدونی در زمان پادشاهی خود دو بار در جنگ با روم شرکت کرد. اولین جنگ مقدونی (۲۱۵–۲۰۵ سال قبل از میلاد) نسبتاً موفق برای مقدونیه بود اما در دومین جنگ مقدونی (۲۰۰–۱۹۷ پیش از میلاد) فیلیپ پنجم شکست سختی خورد. جانشین او پرسئوس مقدونی (حاکم ۱۷۹–۱۶۸ پیش از میلاد) در سومین جنگ مقدونی (۱۷۱–۱۶۸ پیش از میلاد) شرکت کرد و نهایتاً در ۱۴۶ قبل از میلاد مقدونیه به استانی از روم بدل گشت.